# Johnny Herbert
John Paul Herbert, detto Johnny (Brentwood, 25 giugno 1964), è un ex pilota automobilistico britannico, vincitore di 3 Gran Premi in Formula 1 e della 24 Ore di Le Mans nel 1991 con la Mazda.
Ritenuto in gioventù uno dei migliori talenti dell'automobilismo britannico, riuscì a laurearsi campione di Formula 3 inglese nel 1987. L'anno successivo la sua carriera rischiò di essere compromessa da un grave incidente sul circuito di Brands Hatch durante una gara di Formula 3000.
Nel 1989, pur non completamente ripresosi, riuscì a esordire in Formula 1, categoria in cui gareggiò stabilmente dal 1992 al 2000, ottenendo come miglior risultato il quarto posto in classifica piloti nel 1995.
Terminata la carriera in massima serie si è dedicato a gare con vetture sport e a svolgere il ruolo di commentatore per Sky Sports dal 2012 al 2022.

## Carriera

### Formule minori
Herbert cominciò la sua carriera nei kart all'età di dieci anni, appassionandosi alla disciplina durante le vacanze trascorse in Cornovaglia, dove lo zio gestiva una pista. A quattordici anni vinse il suo primo titolo, imponendosi nel British Junior Championship. Negli anni seguenti continuò a ottenere successi, vincendo anche i campionati senior di categoria 135cc nel 1979 e nel 1982. Nel 1983 esordì alla guida delle monoposto, partecipando al Formula Ford Festival sul circuito di Brands Hatch alla guida di una Spartan. Passò gli anni seguenti in Formula Ford, categoria nella quale ottenne risultati rilevanti nonostante guidasse spesso monoposto poco competitive. Proprio alla guida di una vettura del team Quest, ottenne la vittoria del Formula Ford Festival nel 1985, facendosi notare nel mondo delle corse.
L'anno seguente, pur continuando in Formula Ford 2000, fece il suo primo test in Formula 3 e fu assunto da Mike Rowe nel suo team per disputare alcune gare. Terminò la stagione dividendosi con la Intersport. Lo stesso anno venne premiato ai Cellnet Awards ed Eddie Jordan decise di metterlo sotto contratto per la stagione 1987, con cui vinse il titolo dominando la stagione.

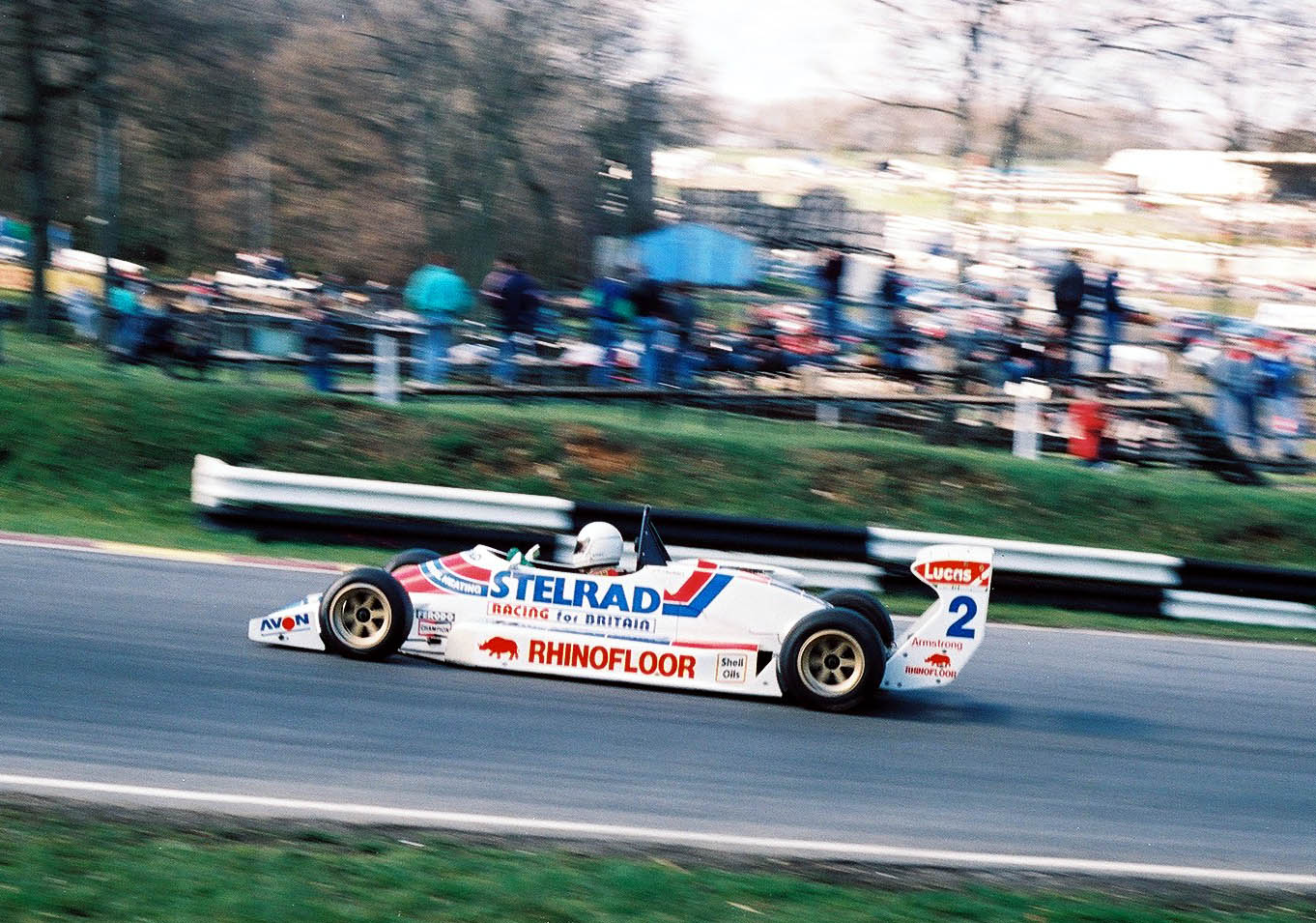
Herbert impegnato a Brands Hatch nel 1987

Passato alla Formula 3000 l'anno seguente, vinse al debutto la sua prima gara. Nel frattempo vari team di Formula 1, tra cui Williams e Benetton, si erano interessati a lui e veniva descritto come uno dei piloti più promettenti in circolazione. Nell'agosto dello stesso anno, però, Herbert, che all'epoca dei fatti aveva già stretto un accordo con Peter Collins per disputare la stagione 1989 sulla Benetton, ebbe un grave incidente a Brands Hatch, rischiando di vedere compromessa la sua carriera. Il pilota britannico, a seguito di un contatto durante un duello con Gregor Foitek, si schiantò contro le barriere frontalmente riportando svariate ed estese fratture a gambe e caviglie, rischiando di perdere il piede sinistro. Herbert si sottopose a una dolorosa riabilitazione, dato che il pilota voleva rientrare in pista il prima possibile.

### Tra Formula 1 e Giappone (1989-1991)

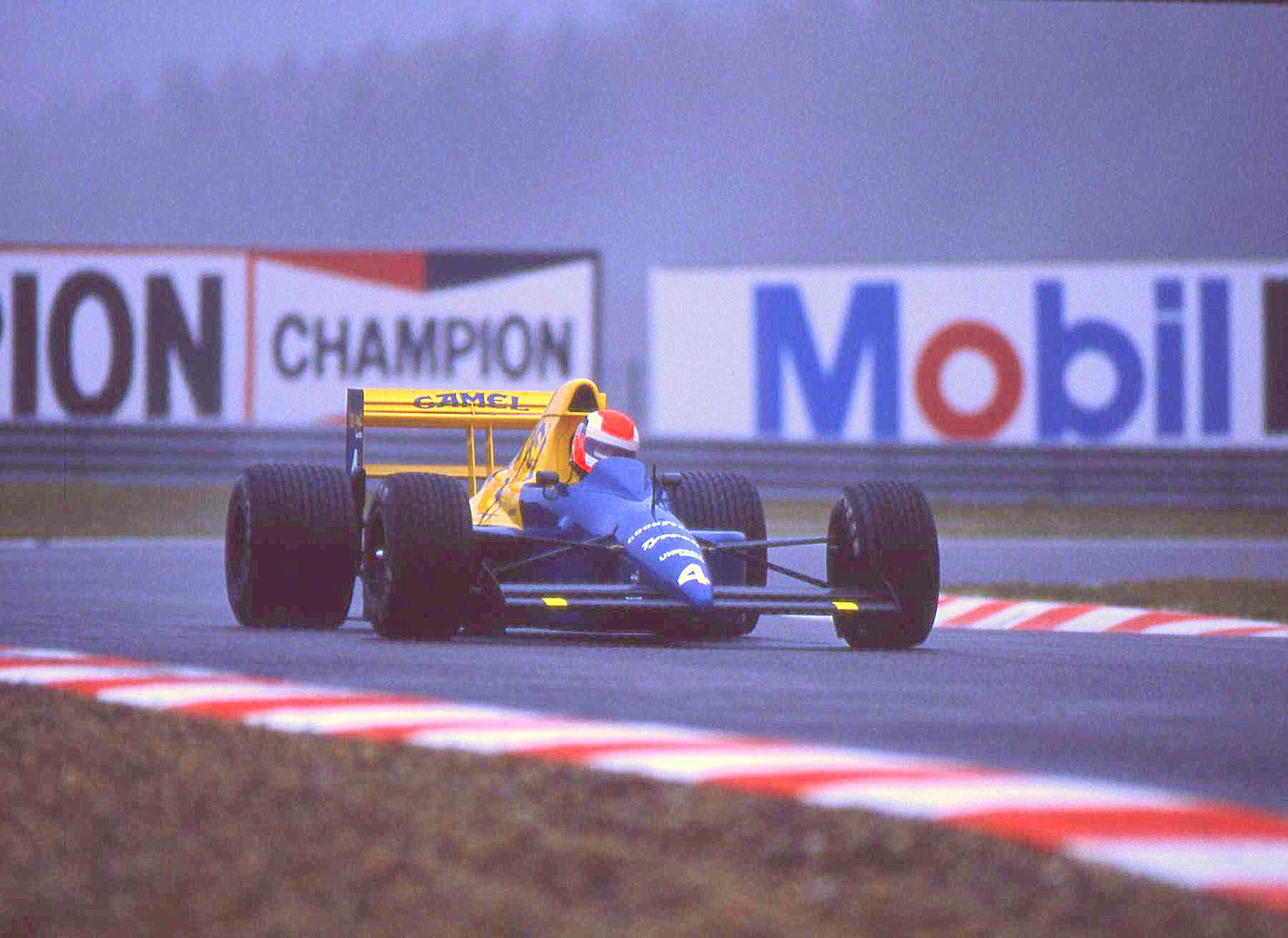
Herbert impegnato con la Tyrrell in sostituzione di Jean Alesi al Gran Premio del Belgio 1989

Nonostante il grave infortunio, il britannico riuscì lo stesso ad essere al via all'inizio della stagione 1989 a Rio de Janeiro, dove debuttò con un ottimo quarto posto, sfruttando il fatto che il circuito non richiedesse un grande impegno dal punto di vista fisico, e terminò davanti al compagno di squadra Alessandro Nannini. Tuttavia la riabilitazione non era stata ancora completata: il pilota si aggirava per il paddock con le stampelle, aveva forti dolori in gara e le sue difficoltà si fecero più evidenti su circuiti fisicamente più impegnativi; Nelle gare successive, riuscì a ottenere un solo altro risultato utile, terminando quinto a Phoenix. All'interno del team vi furono anche delle discussioni, con Herbert e Collins da una parte e Flavio Briatore dall'altra. Prima di metà stagione Collins lasciò il team ed Herbert venne appiedato dopo che al Gran Premio del Canada aveva fallito la qualificazione. L'inglese prese parte ad altre due gare nella stagione con la Tyrrell, in sostituzione di Jean Alesi, ma a fine anno decise di abbandonare momentaneamente la Formula 1 per ritrovare la forma migliore.
Nel 1990 si trasferì quindi in Giappone, alternandosi tra Formula 3000 e sportprototipo. Pur senza ottenere risultati particolarmente rilevanti, riuscì ad accordarsi con la Mazda per disputare la 24 Ore di Le Mans in coppia con Volker Weidler e Bertrand Gachot, poi conclusa con un ritiro. Anni dopo, in un'intervista, Herbert descrisse il periodo trascorso in estremo Oriente come utile, sia per il numero di corse disputate sia per alleggerire la pressione che sentiva su sé stesso. Tornò in Formula Uno alla fine del 1990 con la Lotus, con cui disputò le ultime due gare in sostituzione di Martin Donnelly, vittima di un grave incidente al Gran Premio di Spagna, pur senza andare oltre due ritiri.
Continuò ad alternarsi tra corse in Giappone e Formula 1 anche l'anno seguente. Nel 1991 ottenne un importante successo, imponendosi alla 24 Ore di Le Mans, sempre in coppia con Weidler e Gachot. Nell'occasione, ottenuta la vittoria collassò dopo che l'acqua per abbeverarsi durante la corsa era terminata già dopo la prima parte di gara. A dicembre del 1990, inoltre, Peter Collins, che già aveva puntato fortemente sul pilota in Benetton, gli propose di gareggiare per la Lotus di cui era divenuto proprietario, a partire dal Gran Premio del Canada, in sostituzione di Julian Bailey, il cui rendimento si stava rivelando sotto le aspettative. Herbert si alternò quindi con 
Michael Bartels fino al termine della stagione. Pur senza marcare punti, riuscì a guadagnarsi la conferma per il 1992, formando la coppia titolare con Mika Häkkinen.

### Formula 1 (1992-2000)

#### Gli anni in Lotus e passaggio in Benetton (1992-1995)

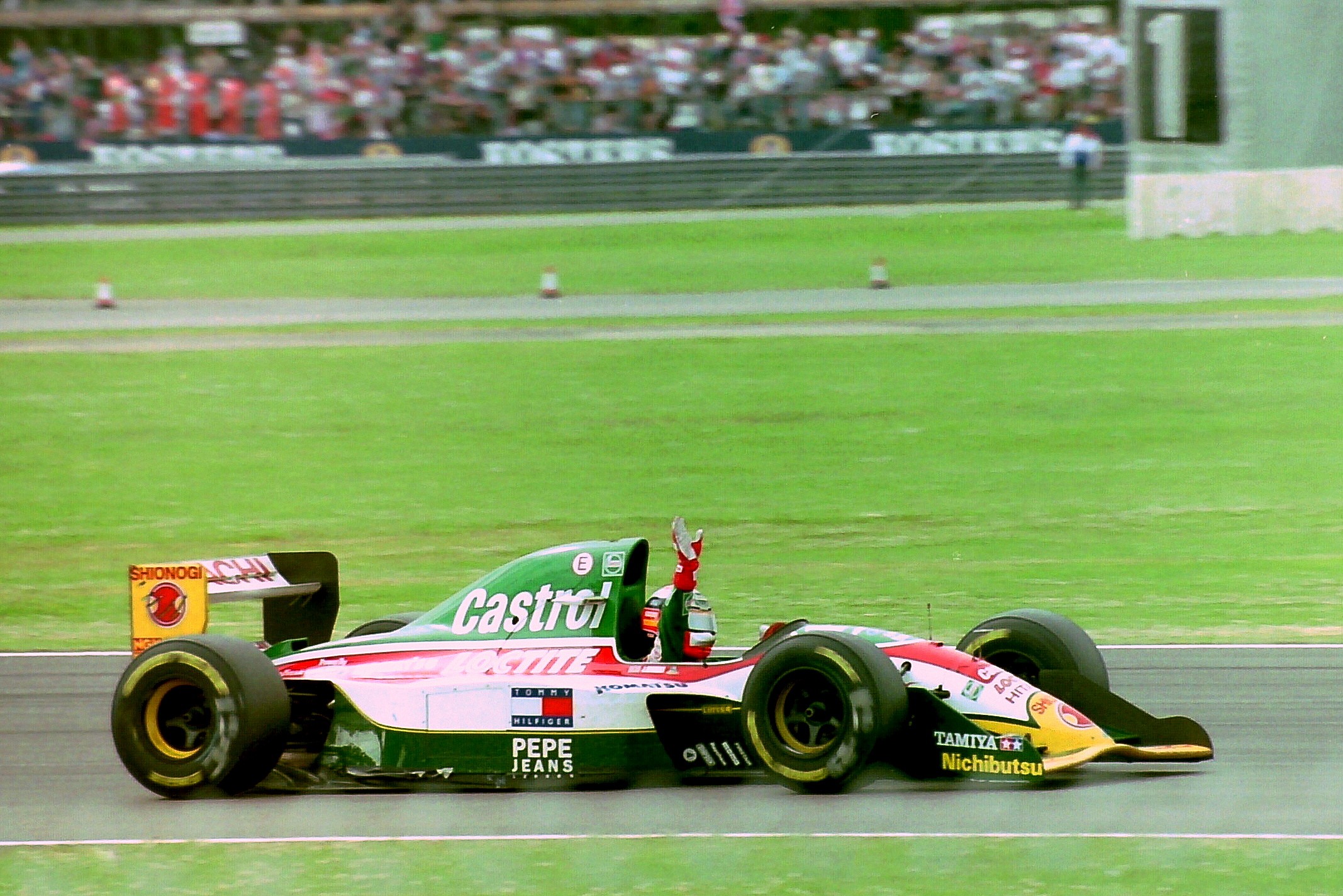
Herbert saluta il pubblico dopo aver conquistato il quarto posto al Gran Premio di Gran Bretagna 1993

La Lotus iniziò la stagione 1992 mettendo a disposizione dei propri piloti una versione aggiornata della monoposto dell'anno precedente, la 102D. Herbert andò immediatamente a punti al Gran Premio del Sudafrica, cogliendo il sesto posto. A partire dal Gran Premio di San Marino, Herbert ebbe a disposizione la nuova 107. La nuova monoposto, che per i problemi finanziari del team venne provata pochissimo nei test, diede prova di buona competitività in alcune occasioni, pur peccando spesso di affidabilità. In Canada Herbert si qualificò sesto e stava occupando la zona punti quando fu costretto al ritiro. Al successivo Gran Premio di Francia riuscì a conquistare un altro punto, terminando sesto.
Nelle corse seguenti, pur fornendo discrete prestazioni in qualifica, spesso dovette ritirarsi in gara. A fine anno, Herbert chiuse quindicesimo in classifica, con due punti conquistati. Perse però nettamente il confronto con il compagno di squadra Häkkinen, in grado di piazzarsi all'ottavo posto. Nonostante ciò, a fine anno firmò un prolungamento del contratto con il team inglese fino al 1997.
Le premesse per il 1993, in seguito ai buoni tempi ottenuti durante i test invernali sembrarono buone. Herbert visse una stagione più proficua, portando a casa 11 punti, frutto di tre quarti posti a Interlagos, Donington e Silverstone, e di un quinto posto a Spa che fu anche l'ultimo piazzamento a punti per il team. A fine anno, Ron Dennis cercò di ingaggiarlo, ma non riuscì a trovare un accordo con Peter Collins per liberarlo dal contratto in essere.

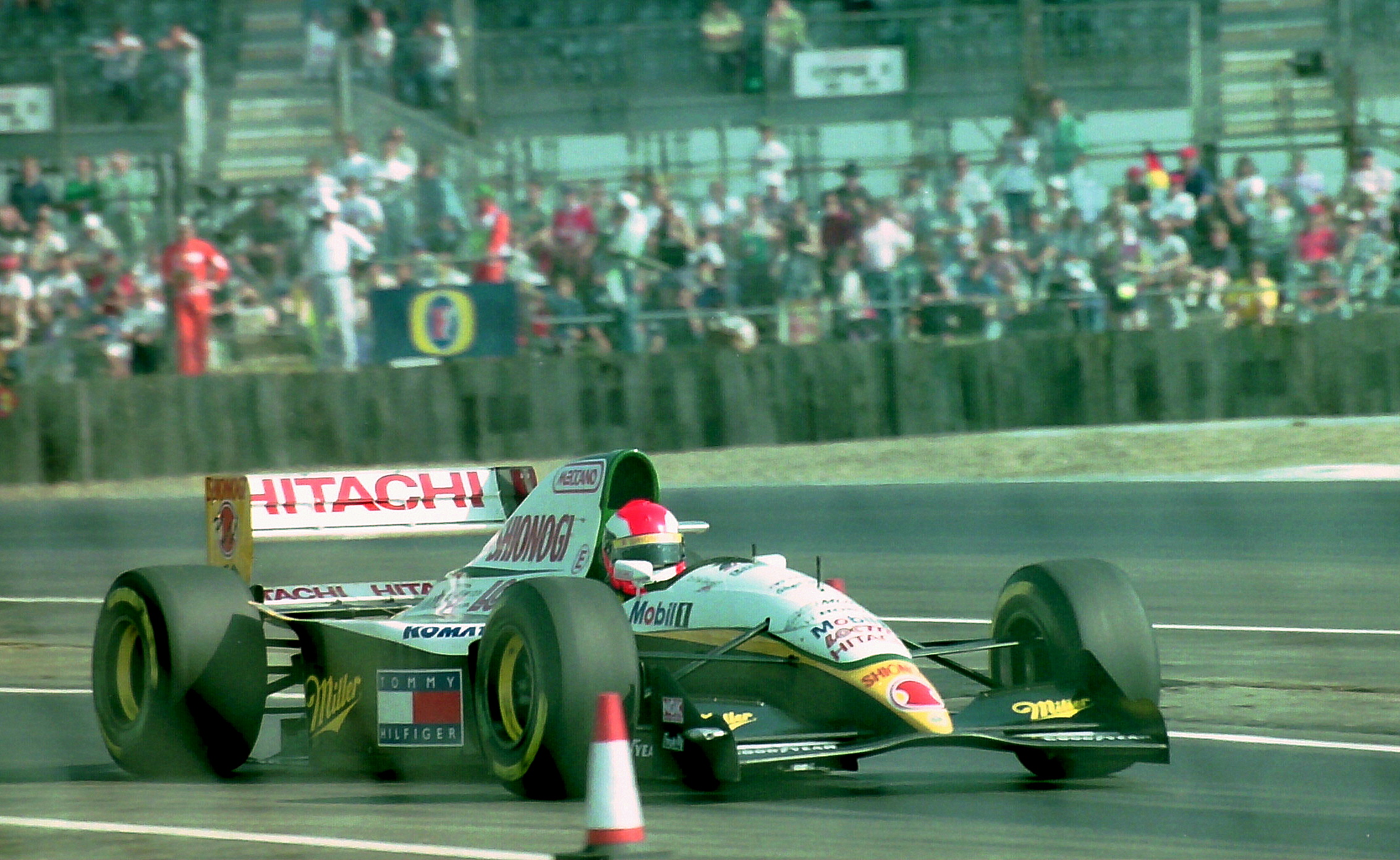
Herbert impegnato al Gran Premio di Gran Bretagna 1994

Il 1994 fu per Herbert molto sofferto. La Lotus affrontava un periodo di crescenti difficoltà economiche; visti i pesanti debiti che gravavano sul bilancio della squadra, venne stipulato con la Mugen-Honda un contratto di fornitura di motori, che però risultavano poco competitivi rispetto alla concorrenza. Per le prime gare, venne schierata una versione aggiornata della 107; la nuova Lotus 109 esordì con un solo esemplare destinato a Herbert a partire dal Gran Premio di Spagna, ma senza segnare grandi miglioramenti sui risultati. Con il trascorrere della stagione, il rapporto tra Herbert e la Lotus si logorò, toccando a detta del pilota il punto più basso in occasione della gara in Ungheria. L'unico acuto fu il quarto posto in qualifica al Gran Premio d'Italia, vanificato da un contatto alla prima curva innescato da Eddie Irvine. Con la squadra ormai sempre più schiacciata dai debiti, il contratto di Herbert venne acquistato da Tom Walkinshaw che fece trasferire il pilota britannico alla Ligier, in occasione del Gran Premio d'Europa. Nell'occasione, Herbert, pur senza ottenere punti, ben figurò battendo il nuovo compagno di squadra Olivier Panis. Disputò poi un test a Barcellona per la Benetton, con cui disputò le ultime due gare dell'anno a fianco di Michael Schumacher, senza però ottenere punti. Chiuse la stagione senza alcun risultato utile, ma venne confermato dalla Benetton anche per la stagione successiva.

Un aggressivo Herbert alla guida della sua Benetton B195 nel vittorioso Gran Premio d'Italia 1995.

Rimase alla scuderia di Flavio Briatore anche per tutto il 1995, in cui sostituì Jos Verstappen con lo scopo di aiutare il team a vincere il campionato costruttori. L'inizio di stagione, pur con alcune buone prestazioni soprattutto sul giro singolo, risultò sotto le aspettative, tanto che si vociferò di una sua sostituzione con Verstappen. Lentamente i risultati migliorarono: in Spagna l'inglese salì per la prima volta sul podio, giungendo 2º dietro a Schumacher, dopodiché conquistò le sue prime due vittorie in carriera, nei GP di Gran Bretagna e Italia, e raccolse anche un 3º posto a Suzuka e altri piazzamenti minori, chiudendo al quarto posto in classifica finale con 45 punti, che contribuirono alla conquista del titolo costruttori da parte della squadra. Nonostante ciò, Herbert incontrò diverse difficoltà durante l'anno: non riuscì infatti mai ad adattare completamente il suo stile di guida alla monoposto e il rapporto con Michael Schumacher non decollò mai, così come quello con Briatore, che andò deteriorandosi durante la stagione. Herbert a fine stagione non venne confermato come pilota per il 1996, ritrovandosi quindi senza un volante.

#### Il passaggio in Sauber (1996-1998)

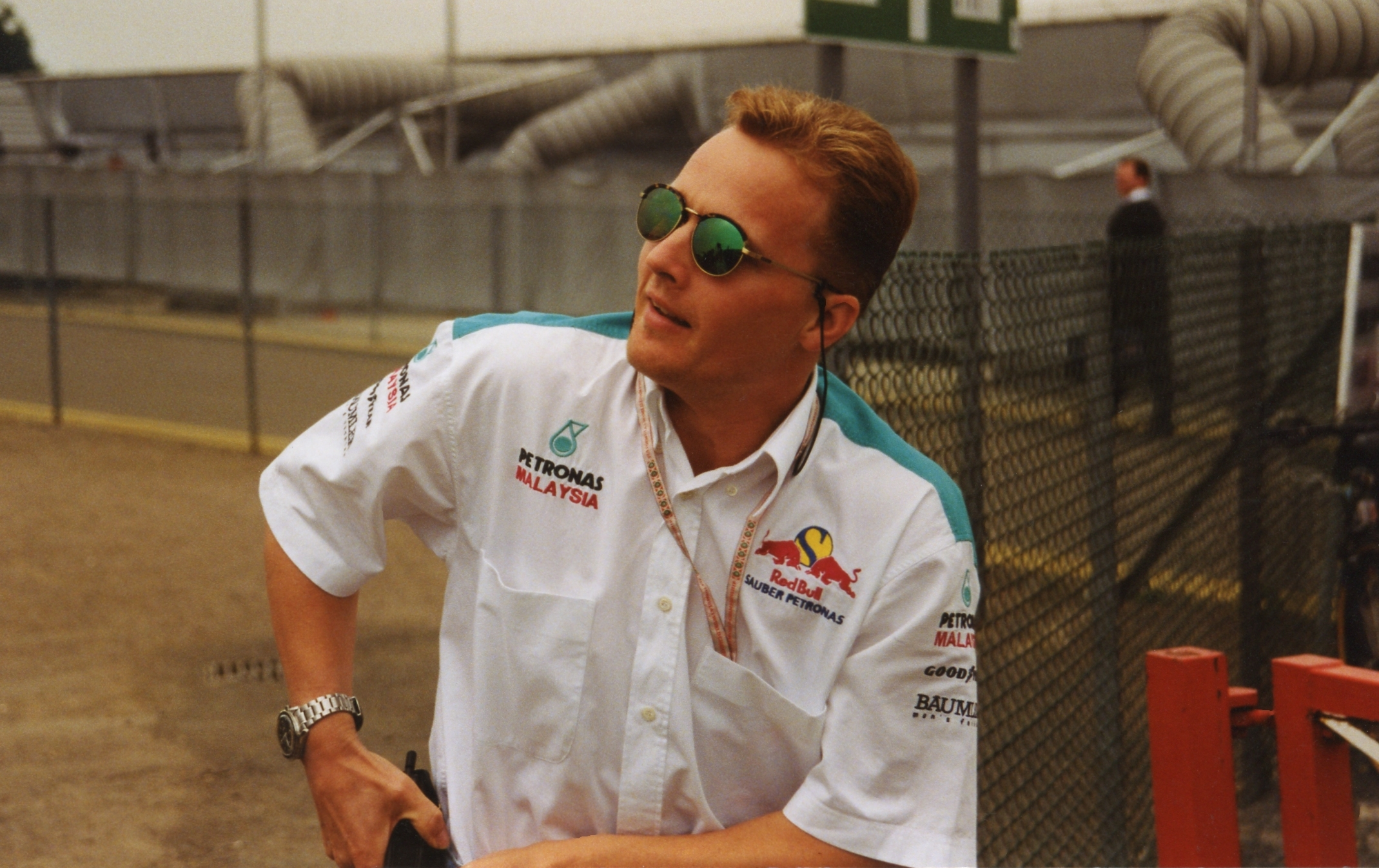
Herbert alla nel 1997

A dicembre del 1995 firmò un contratto con la Sauber, dopo aver avuto contatti anche con Ligier e Tyrrell in Formula 1 e con il team PacWest in Champ Car, andando ad affiancare Heinz-Harald Frentzen. Con la Sauber corse per tre stagioni. Nel 1996 ottenne un 3º posto a Montecarlo, che fu tuttavia l'unico risultato utile in un anno difficile. A settembre venne reso ufficiale il rinnovo del contratto per altri due anni con la squadra svizzera.
Migliori furono i risultati ottenuti nella stagione 1997, che Herbert in un'intervista dichiarò di ritenere la sua migliore in Formula 1. Per quell'anno, la Sauber trovò un accordo con la Ferrari per la fornitura dei motori, in luogo della Ford che si sarebbe concentrata maggiormente sulla Stewart. Herbert, durante la stagione, mostrò discreti sprazzi di competitività, arrivando a punti più regolarmente e giungendo di nuovo 3º in Ungheria. Per la prima volta, fu inoltre in grado di issare una Sauber in testa a una sessione cronometrata durante le prove libere del Gran Premio di Monaco.
Più difficile fu il 1998, in cui conquistò solo un punto al primo Gran Premio in Australia e in cui soffrì il dualismo con Jean Alesi, a suo parere favorito da Peter Sauber a suo discapito in alcune occasioni. Inoltre, la mancanza di sviluppi sul motore della monoposto lo portò a firmare un contratto biennale con la Stewart per le successive due stagioni.

#### Stewart e Jaguar (1999-2000)

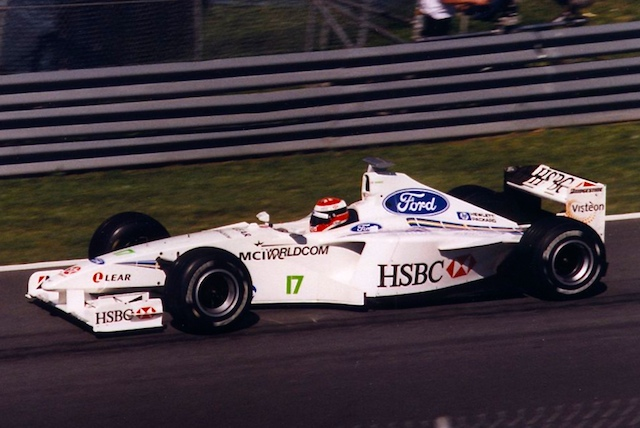
Herbert al Gran Premio del Canada 1999, concluso al quinto posto

Venne ingaggiato dalla Stewart Grand Prix per il 1999, a fianco di Rubens Barrichello: ottenne meno punti del suo compagno di squadra, ma si tolse la soddisfazione di regalare la prima e unica vittoria al team, al Nürburgring, prima che questa fosse ceduta alla Ford che la ribattezzò Jaguar, con la quale rimase anche l'anno seguente (il suo ultimo in Formula 1) senza però ottenere punti.
Lasciò la Jaguar al termine della stagione 2000, disputando la sua ultima corsa nel GP di Malesia, tuttavia rimase in F1 anche nel 2001 ricoprendo il ruolo di terzo pilota per la Arrows, abbandonando poi definitivamente la massima serie a fine anno.

## Risultati in F1
| 1989 | Scuderia         | Vettura  |   |    |    |    |   |    |  |  |  |  |     |  |    |  |  |  |  | Punti | Pos. |
| ---- | ---------------- | -------- | - | -- | -- | -- | - | -- |  |  |  |  | --- |  | -- |  |  |  |  | ----- | ---- |
| 1989 | Benetton Tyrrell | B188 018 | 4 | 11 | 14 | 15 | 5 | NQ |  |  |  |  | Rit |  | NQ |  |  |  |  | 5     | 14º  |

| 1990 | Scuderia | Vettura |  |  |  |  |  |  |  |  |  |  |  |  |  |  |     |     |  | Punti | Pos. |
| ---- | -------- | ------- |  |  |  |  |  |  |  |  |  |  |  |  |  |  | --- | --- |  | ----- | ---- |
| 1990 | Lotus    | 102     |  |  |  |  |  |  |  |  |  |  |  |  |  |  | Rit | Rit |  | 0     |      |

| 1991 | Scuderia | Vettura |  |  |  |  |    |    |    |    |  |  |   |  |     |  |     |    |  | Punti | Pos. |
| ---- | -------- | ------- |  |  |  |  | -- | -- | -- | -- |  |  | - |  | --- |  | --- | -- |  | ----- | ---- |
| 1991 | Lotus    | 102B    |  |  |  |  | NQ | 10 | 10 | 14 |  |  | 7 |  | Rit |  | Rit | 11 |  | 0     |      |

| 1992 | Scuderia | Vettura   |   |   |     |     |     |     |     |   |     |     |     |    |     |     |     |    |  | Punti | Pos. |
| ---- | -------- | --------- | - | - | --- | --- | --- | --- | --- | - | --- | --- | --- | -- | --- | --- | --- | -- |  | ----- | ---- |
| 1992 | Lotus    | 102 e 107 | 6 | 7 | Rit | Rit | Rit | Rit | Rit | 6 | Rit | Rit | Rit | 13 | Rit | Rit | Rit | 13 |  | 2     | 15º  |

| 1993 | Scuderia | Vettura |     |   |   |   |     |     |    |     |   |    |     |   |     |     |    |     |  | Punti | Pos. |
| ---- | -------- | ------- | --- | - | - | - | --- | --- | -- | --- | - | -- | --- | - | --- | --- | -- | --- |  | ----- | ---- |
| 1993 | Lotus    | 107B    | Rit | 4 | 4 | 8 | Rit | Rit | 10 | Rit | 4 | 10 | Rit | 5 | Rit | Rit | 11 | Rit |  | 11    | 9º   |

| 1994 | Scuderia              | Vettura               |   |   |    |     |     |   |   |    |     |     |    |     |    |   |     |     |  | Punti | Pos. |
| ---- | --------------------- | --------------------- | - | - | -- | --- | --- | - | - | -- | --- | --- | -- | --- | -- | - | --- | --- |  | ----- | ---- |
| 1994 | Lotus Ligier Benetton | 107C e 109 JS39B B194 | 7 | 7 | 10 | Rit | Rit | 8 | 7 | 11 | Rit | Rit | 12 | Rit | 13 | 8 | Rit | Rit |  | 0     |      |

| 1995 | Scuderia | Vettura |     |   |   |   |   |     |     |   |   |   |   |   |   |   |   |   |     | Punti | Pos. |
| ---- | -------- | ------- | --- | - | - | - | - | --- | --- | - | - | - | - | - | - | - | - | - | --- | ----- | ---- |
| 1995 | Benetton | B195    | Rit | 4 | 7 | 2 | 4 | Rit | Rit | 1 | 4 | 4 | 7 | 1 | 7 | 5 | 6 | 3 | Rit | 45    | 4º   |

| 1996 | Scuderia | Vettura |     |     |   |   |     |   |     |   |    |   |     |     |     |   |   |    |  | Punti | Pos. |
| ---- | -------- | ------- | --- | --- | - | - | --- | - | --- | - | -- | - | --- | --- | --- | - | - | -- |  | ----- | ---- |
| 1996 | Sauber   | C15     | Rit | Rit | 9 | 7 | Rit | 3 | Rit | 7 | SQ | 9 | Rit | Rit | Rit | 9 | 8 | 10 |  | 4     | 14º  |

| 1997 | Scuderia | Vettura |     |   |   |     |     |   |   |   |     |     |   |   |     |   |   |   |   | Punti | Pos. |
| ---- | -------- | ------- | --- | - | - | --- | --- | - | - | - | --- | --- | - | - | --- | - | - | - | - | ----- | ---- |
| 1997 | Sauber   | C16     | Rit | 7 | 4 | Rit | Rit | 5 | 5 | 8 | Rit | Rit | 3 | 4 | Rit | 8 | 7 | 6 | 8 | 15    | 10º  |

| 1998 | Scuderia | Vettura |   |    |     |     |   |   |     |   |     |   |     |    |     |     |     |    |  | Punti | Pos. |
| ---- | -------- | ------- | - | -- | --- | --- | - | - | --- | - | --- | - | --- | -- | --- | --- | --- | -- |  | ----- | ---- |
| 1998 | Sauber   | C17     | 6 | 11 | Rit | Rit | 7 | 7 | Rit | 8 | Rit | 8 | Rit | 10 | Rit | Rit | Rit | 10 |  | 1     | 15º  |

| 1999 | Scuderia | Vettura |    |     |    |     |     |   |     |    |    |    |    |     |     |   |   |   |  | Punti | Pos. |
| ---- | -------- | ------- | -- | --- | -- | --- | --- | - | --- | -- | -- | -- | -- | --- | --- | - | - | - |  | ----- | ---- |
| 1999 | Stewart  | SF3     | NP | Rit | 10 | Rit | Rit | 5 | Rit | 12 | 14 | 11 | 11 | Rit | Rit | 1 | 4 | 7 |  | 15    | 8º   |

| 2000 | Scuderia | Vettura |     |     |    |    |    |    |   |     |     |   |     |     |   |     |    |   |     | Punti | Pos. |
| ---- | -------- | ------- | --- | --- | -- | -- | -- | -- | - | --- | --- | - | --- | --- | - | --- | -- | - | --- | ----- | ---- |
| 2000 | Jaguar   | R1      | Rit | Rit | 10 | 12 | 13 | 11 | 9 | Rit | Rit | 7 | Rit | Rit | 8 | Rit | 11 | 7 | Rit | 0     |      |

| Legenda | 1º posto     | 2º posto | 3º posto    | A punti         | Senza punti/Non class.  | Grassetto – Pole position Corsivo – Giro più veloce |
| Legenda | Squalificato | Ritirato | Non partito | Non qualificato | Solo prove/Terzo pilota | Grassetto – Pole position Corsivo – Giro più veloce |

### Endurance

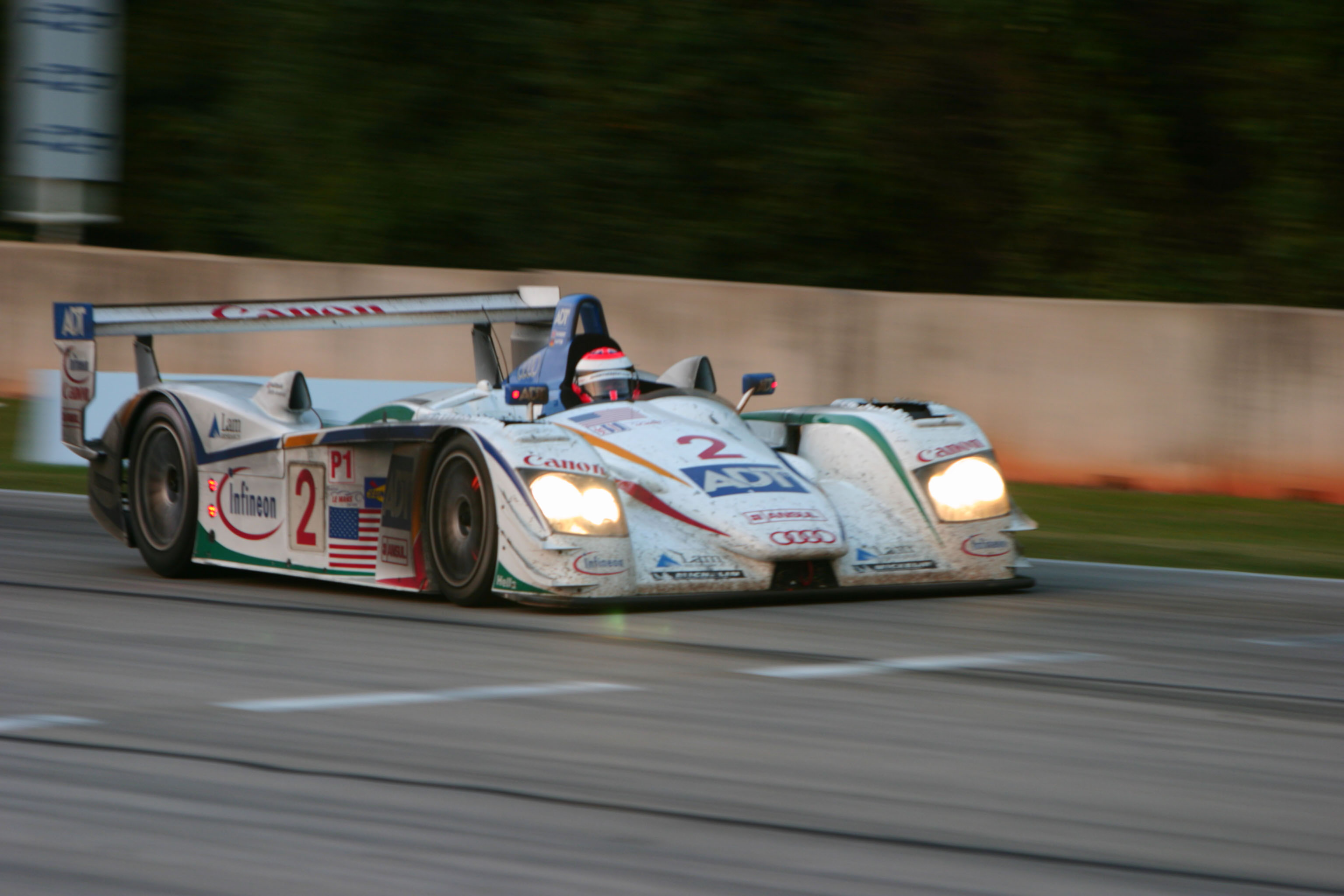
Herbert alla guida di un'Audi R8 nell'edizione 2004 della Petit Le Mans

Dopo il suo ritiro dalla F1, nel 2001 è tornato nella categoria endurance, correndo nei principali campionati (American Le Mans Series e Le Mans Series) e corse, cogliendo diverse vittorie e piazzamenti di rilievo: è arrivato tre volte 2º a Le Mans (nel 2002 e 2004 su Audi R8 e nel 2003 su Bentley Speed 8), è stato campione Le Mans Series nel 2004, ha vinto la 12 Ore di Sebring nel 2002 ed ha concluso al primo posto l'edizione 2003 della Petit Le Mans sempre alla guida di Audi R8. Nel 2004 ha partecipato anche al Campionato FIA GT come pilota della Maserati MC12. Dopo due anni di assenza, è tornato nel 2007 guidando un'Aston Martin DBR9 alla 24 Ore di Le Mans 2007, gara che ha concluso al 9º posto assoluto.
Nel corso del 2005 fu ingaggiato come responsabile per le relazioni sportive del team Jordan Grand Prix in Formula 1, con il compito di gestire la comunicazione con piloti, sponsor e media. Herbert mantenne l'incarico fino a che la squadra non fu ceduta alla Spyker alla fine dell'anno seguente.
Nel 2008 è il vincitore della prima edizione della Speedcar Series dove realizza gli stessi punti del francese David Terrien, mentre nel 2010 e 2011 si dedica alle corse turismo correndo nella Superstars Series in Italia, con la Chevrolet Lumina CR8 della Motorzone Race Car prima e con la Mercedes-Benz C63 AMG di Romeo Ferraris poi.